# Відсів (оповідання)
«Відсів» (англ. The Winnowing) — науково-фантастичне оповідання американського письменника Айзека Азімова, опубліковане у лютому 1975 року в журналі Analog. Оповідання ввійшло до збірки «Двохсотлітня людина та інші історії» (1976).

## Сюжет
У 2005 році чисельність населення у світі досягла шести мільярдів та потерпає від масового голоду. Всесвітня Організація Продовольства вживає відчайдушних заходів, щоб зменшити населення медичним сортуванням. Вони пропонують зробити це шляхом додавання селективної отрути до деяких партій харчів для перенаселених областей.
Урядовці намагаються шантажувати біохіміка доктора Аарона Родмана для співпраці (погрожуючи позбавити продуктових карток сім'ю його дочки), пропонуючи використати його відкриття — деякі ліпопротеїни, що випадково викликатимуть смерть.
Родман не погоджується. На зустрічі між ним і високопоставленими урядовцями та членами Всесвітньої Продовольчої Ради, він додає свої ліпопротеїни до бутербродів, так, що люди, які їх з'їли, помруть у випадковому порядку, так само як вони планували для перенаселених регіонів. Родман також їсть бутерброди, він ретельно підібрав ліпопротеїни, щоб вони були несумісними з його організмом, так що він помре швидко і не буде причетним до застосування такої схеми.